# FN ブローニングM1910
FN ブローニングM1910（FN Browning Model 1910）は、ジョン・ブローニングが設計し、ベルギーのFN社が製造した自動式拳銃。

## 概要
FN ブローニングM1900の後継として開発された。服の下から取り出す際に極力引っかからないように設計されているため、ストライカー式の撃発機構を採用してハンマーレスとするなど、露出物を極限まで減らしている。その最たる物が照準器の小型化であり、スライド上部に掘られた溝の内部に極小の照星と照門を用意しているため、側面から見ると照準器が露出していない。照星と照門はそれぞれ固定式である。また、スライドキャッチを兼ねたセーフティーレバーに加え、銃把を握らないと解除されないグリップセーフティー、さらに、弾倉を抜くとグリップセーフティーを強制的に固定するマガジンセーフティーと、3重の安全装置を備えている。いずれの安全装置が作用してもシア（逆鉤）が固定され、シアと連動する引き金を引けなくなる。
本銃はメインとなった.32ACP弾（7.65x17mm）モデルのほかに.380ACP弾（9x17mm）モデルが存在し、前者の装弾数は8発（弾倉7発+薬室1発）、後者の装弾数は7発（弾倉6発+薬室1発）である。

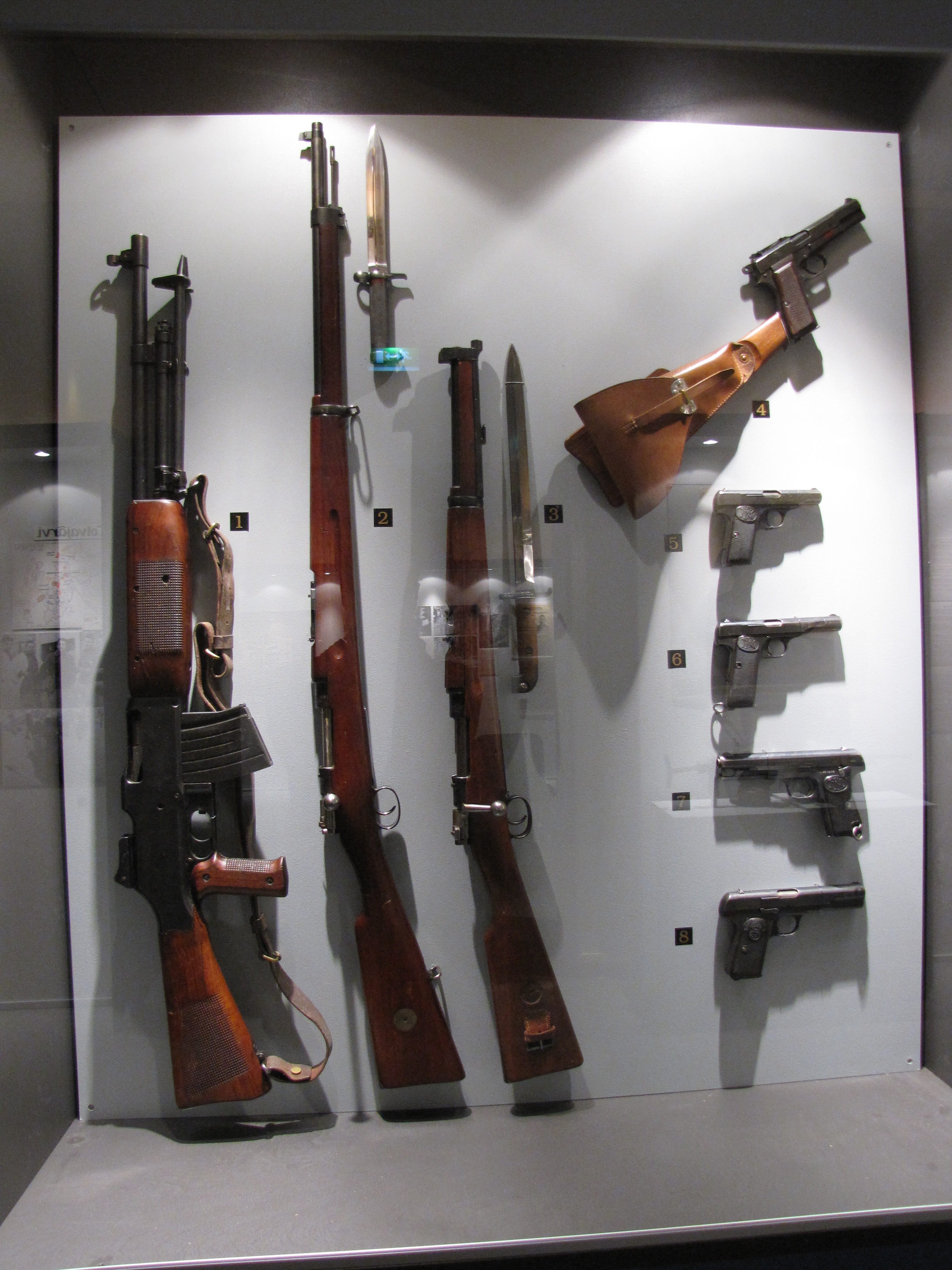
冬戦争時におけるスウェーデン義勇兵の装備として展示されるM1910とM1922。

本銃は小型軽量で携帯性に優れており、信頼性や性能も良好でかつ安価であることに加え、特徴的な美しい外観ゆえに評価が高く、世界に輸出された結果、20世紀前中期を代表するベストセラー拳銃の1つとなり、1983年まで70年あまりも生産が続けられた。
また、第一次世界大戦の契機となったサラエボ事件において、セルビア人グループがベルギー製の本銃を計4丁用い、このうちガヴリロ・プリンツィプがオーストリア＝ハンガリー帝国皇太子フランツ・フェルディナント夫妻に致命傷を与えている。プリンツィプが使った本銃は、パリ警視庁の歴史資料博物館（Musée des Collections Historiques de la Préfecture de Police）に収蔵されている。

## 派生型

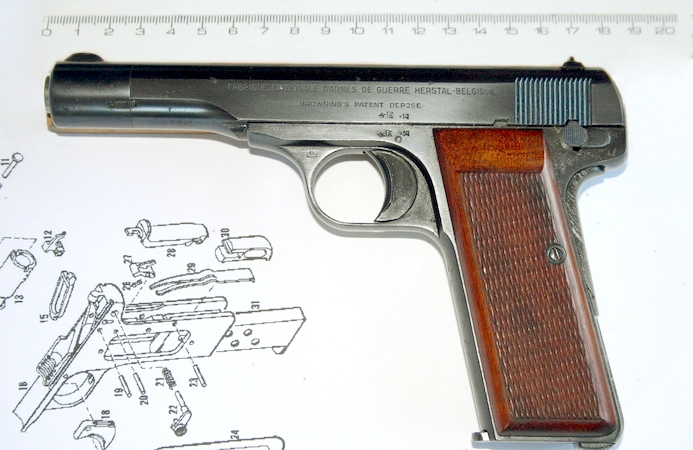
.32ACP弾仕様のM1922。

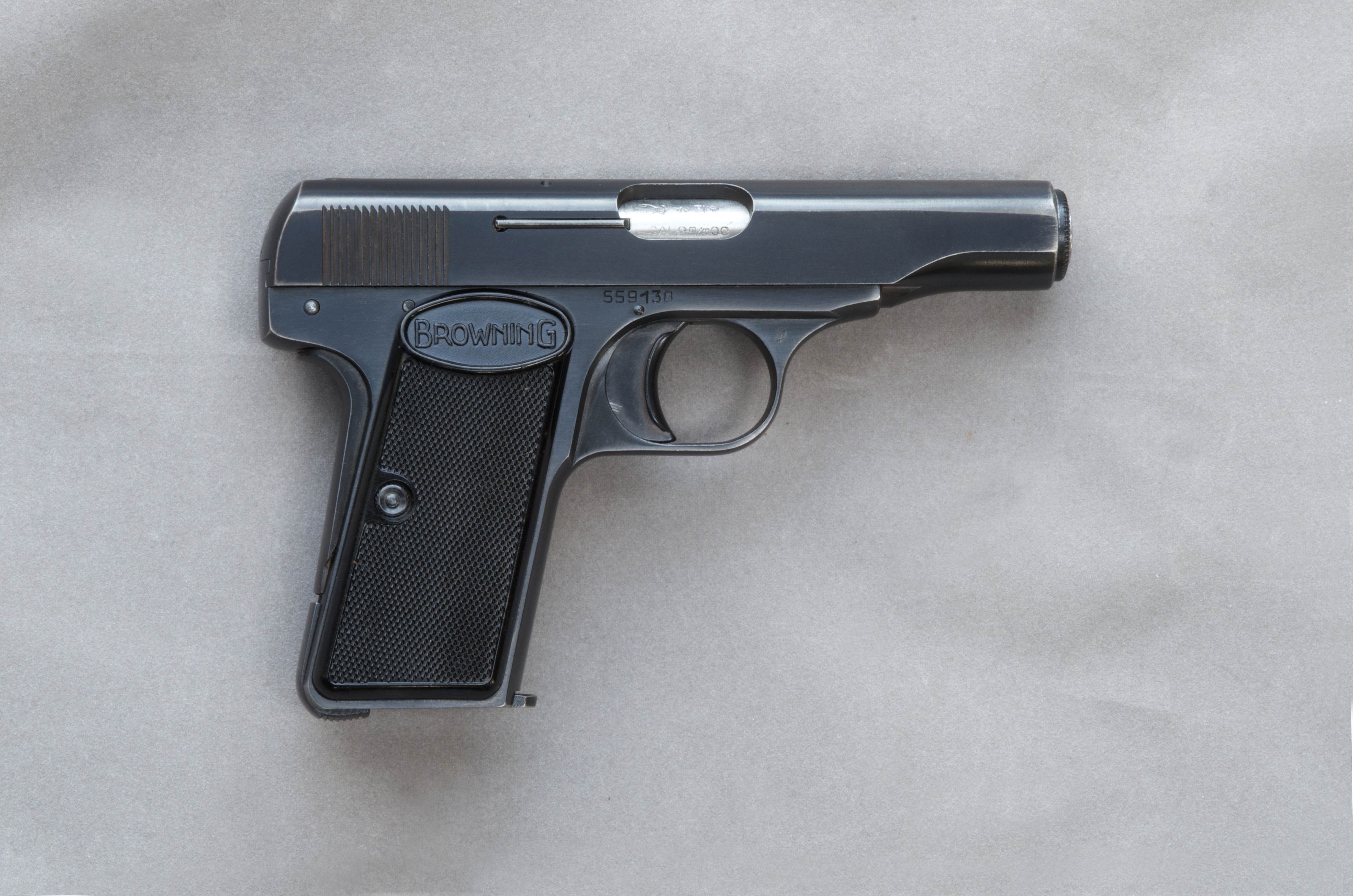
.380ACP弾仕様のM1955。グリップにM1910との差異が見られる。グリップパネルにはブローニングのロゴが設けられている。

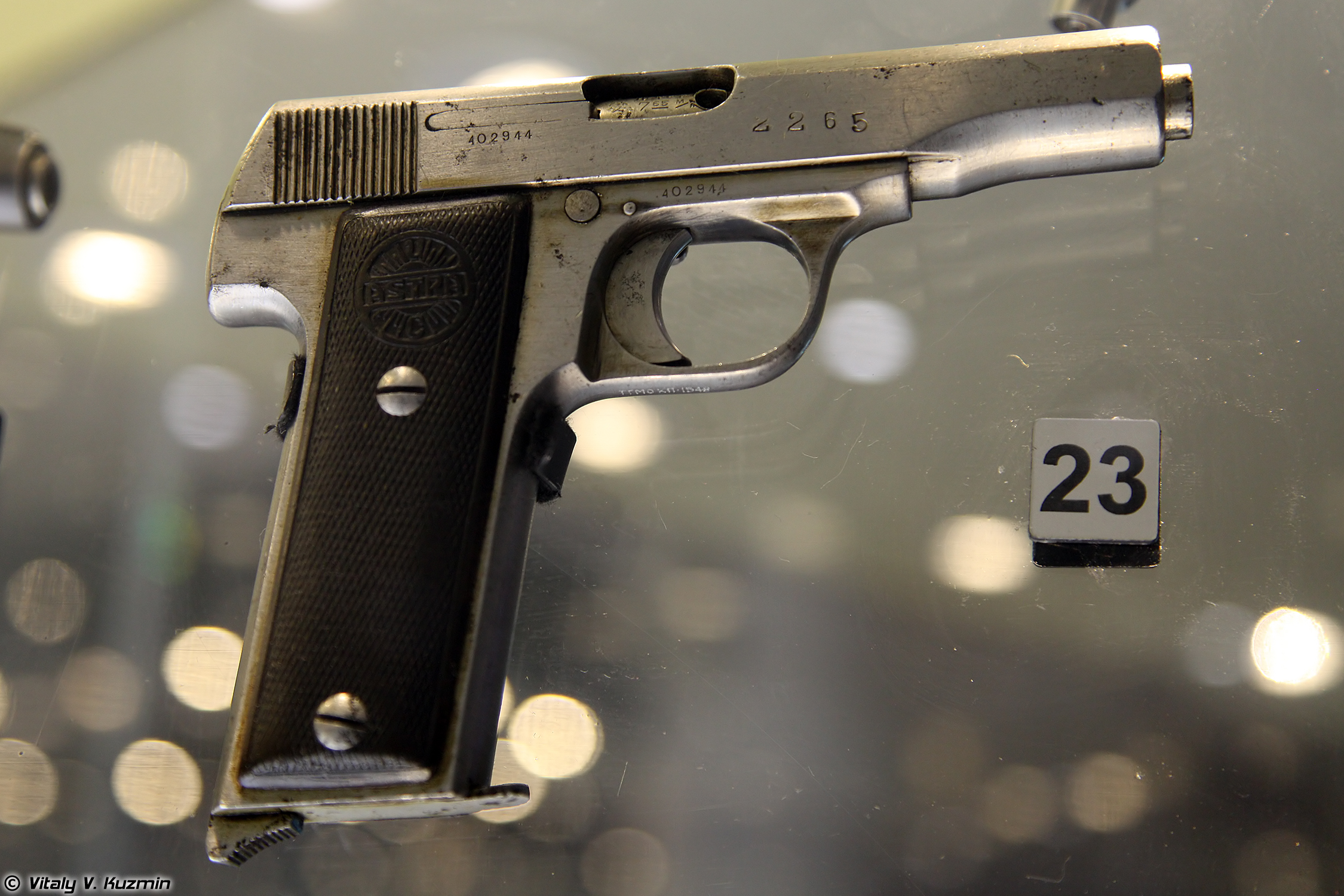
アストラ700スペシャル。M1922とは異なりグリップのみが延長されている。

M1922
M1910のメカニズムをそのままに、銃身を25mm延長して113mmとし、あわせてフレーム・スライド・グリップを延長した拡大モデル。弾倉も延長されたため、装弾数はM1910に比べて2発多くなっている。また照準器は大型化され、一般的な形状になった。1922年に発表されたことからM1922と呼ばれた。セルビア軍が大量採用したほか、ベルギー軍やオランダ軍でも制式採用された。
M1955
一説では第二次世界大戦後に生産されたモデルを指すとされている。
M1971
戦後製造品。M1922に準じているが、グリップパネルのフィンガーチャンネルやアジャスタブルサイト等が追加されている。
DWM M22
ドイツのDWM社が製造したM1910のクローン。
アストラ 700スペシャル
1927年頃にスペインのアストラ社が製造したM1910のクローン。主に中国へ輸出されたが成功しなかった。製造数は4,000丁程度と少ない。
浜田式自動拳銃
日本銃器株式会社の濱田文次がM1910を参考に開発した自動拳銃。
ニューナンブM57B
新中央工業（現 ミネベア大森工場）が法執行機関向けに開発した自動拳銃。基本的にはM1910を模倣したものであるが、撃発機構がハンマー式に変更されている。

## 採用国
制式採用されたのは主に欧州だが、積極的に輸出されたため、欧州以外でも使われていたようである。そのうえ、当時は拳銃の携行は比較的自由であり、好きな銃を持ち歩いていたような時代だったため、どの国の軍人が使っていたかを断言できないとも言える。

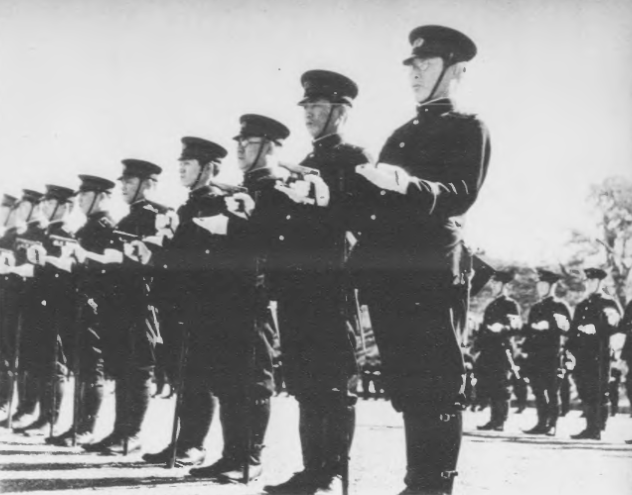
M1910を装備する特別警備隊

日本
第二次世界大戦前の日本においても、通称ブローニング拳銃として.32ACP弾モデルが多数輸入されていた。民間販売のほか、主に帝国陸軍の将校・准士官の護身用拳銃として、本銃は最も人気が高かった。これは、同時期の国産自動拳銃である南部大型自動拳銃が大型かつ高価で敬遠されていたためである（二十六年式拳銃や十四年式拳銃は、主に下士官用の官給品である）。.32ACP弾は日本軍制式の8x22mm南部弾（十四年式拳銃実包）とともに、七・六五粍拳銃実包として陸軍造兵廠において生産供給されていた。また、欧米からの拳銃輸入が困難となった第二次世界大戦時には、本銃をベースとした国産拳銃の浜田式自動拳銃が開発され、量産されて同じく将校の護身用拳銃として使用された。
軍服に限らず、軍刀やホルスターに至るまで将校・准士官の軍装品は私物であり、各々の嗜好による自費調達が基本であった。拳銃はベルギー、アメリカ、ドイツ、スペインなど欧米からの輸入品を中心に様々な物が使用されており、民間の銃砲店や偕行社酒保部にて購入した。
軍に限らず警察でも、私服警察官や特別警備隊隊員の装備としてのほか、外地（満州など）の駐留警官の間でも使用されていた。
また、終戦後に再編された法執行機関でも同様に運用された。

## 登場作品

### 映画・テレビドラマ
『007シリーズ』
第1作『007 ドクター・ノオ』にて、主人公のジェームズ・ボンドが32口径のサプレッサー付きを使用する。
『226』
反乱を起こした帝国陸軍の青年将校が斎藤實を射殺する際や、野中四郎の自決および安藤輝三自決未遂時などに使用する。
『月光仮面』
1958年のテレビ版に登場。月光仮面が使用する二丁拳銃は本銃。ほかに刑事たちも使用する。
『三大怪獣 地球最大の決戦』
主人公の進藤刑事が、セルジナ公国のサルノ王女の命を付け狙うエージェントたちに対して使用する。
『新馬鹿時代』
榎本健一演じる小原金次郎が所持。
『西部警察』
平尾刑事が使用している。
『ハロー!グッバイ』
牧村とも子（五十嵐いづみ）が使用。
『あきれた刑事』
主演の内海法道（時任三郎）が使用。
『日本のいちばん長い日』
畑中健二少佐（黒沢年男）が、近衛第一師団長、森赳中将（島田正吾）殺害時、日本放送協会で館野守男放送員（加山雄三）に決起主旨説明の放送を強要する際、および皇居での自決時に使用する。
『古畑任三郎』
第1シーズン第12回にて、小暮音次郎警視（菅原文太）が最愛の孫娘を手に掛けながら証拠不十分で無罪になったチンピラを殺す場面にて使用する。
第3シーズン第29回にて、由良一夫（真田広之）が都議会議員を射殺するのに消音器を付けて使用する。
『流星人間ゾーン』
第4話にて、防人蛍がサチオに化けたガロガ星人に対して使用する。

### アニメ・漫画
『ANGEL PARA BELLUM エンジェルパラベラム』
ミツルが射撃の練習に使用する。
『愚愚れ! 信楽さん ―繰繰れ! コックリさん 信楽おじさんスピンオフ―』
『ココロ図書館』
カージーズエンジェル達が使用する。
『ジパング』
草加少佐や滝少佐をはじめとする大日本帝国海軍の将校たちが携行している。
『鋼の錬金術師』
リザ・ホークアイ中尉がシルバーモデルを使用している。
『南京路に花吹雪』（なんきんロードにはなふぶき）
森川久美の漫画。戦前の中国で本銃のコピー銃が密造されている。
『名探偵コナン 瞳の中の暗殺者』
犯人がサプレッサーを装着した38口径モデルを使用。作中では「9mm口径のオートマチック」と呼ばれている。
『ルパン三世』
峰不二子の愛銃。ガーターベルトに挟んでいる。
『ルパン三世Y』
不二子以外に、インターナショナル・クライム・ロジスティックス社長のヨーコが使用している。
『ルパン三世 ルパンVS複製人間』
マモーがシルバーモデルを使用。次元に2発発砲するがかわされ、敗北する。マモーはほかにもフリントロック・ピストルも所持しているが、こちらは発砲なし。
『ルパン三世VS名探偵コナン THE MOVIE』
不二子がアランを裏切る際に突きつける。
『アルキメデスの大戦』
藤岡喜男が自身の設計した艦が起こした事故の責任を取って自決する際に使用。後に櫂直もドイツに出張した際に護身用として本銃を山本五十六から渡され、暗号表を狙うソ連の工作員に対して使用した。

### ゲーム
『怪盗ロワイヤル-zero-』
「W1900ピストル」の名称で登場する。
『グランド・セフト・オートV』
「ビンテージピストル」の名称で装飾を施されたものが登場する。